# Embajadores
Embajadores – stacja metra w Madrycie, na linii 3. Znajduje się na granicy dzielnic Centro i Arganzuela, w Madrycie i zlokalizowana pomiędzy stacjami Lavapiés i Palos de la Frontera. Została otwarta 9 sierpnia 1936.